# Петер Гринберг
Петер Андреас Гринберг (Плзењ, 18. мај 1939 – Јилих, 7. април 2018) био је немачки физичар. Фокус његовог научног истраживања је у области физике чврстог стања. Његов најважнији проналазак је ГМР ефекат. За ово откриће му је 2007. припала Нобелова награда за физику.

## Биографија
Гринберг је 1962. почео да студира на Универзитету у Франкфурту на Мајни и касније на Техничкој високој школи у Дармштату. Од 1966. до 1969. радио је у Дармштату на својој докторској тези: „Спектроскопска истраживања слојева неких лантаноида” (»Spektroskopische Untersuchungen an einigen Selten-Erd-Granaten«). Три године је провео на Универзитету Карлтон у Отави, Канада. Од 1972. ради као сарадник у Истраживачком центру у Јилиху, Немачка. Станује у Келну. Од 1992. запослен је као ванредни професор на Универзитету у Келну.

## Дела
Гринберг је један од пионира истраживања магнетних особина танких слојева материјала. Ова област, спинтроника, проучава карактеристике спина електрона. Циљ истраживања је проналазак начина за производњу минијатурних електронских кола.
Године 1986, Гринберг је открио антиферомагнетску спрегу у слојевима гвожђа и хрома.
У периоду 1987/1988, Гринберг је открио ГМР ефекат, практично истовремено када и француски научник Алберт Ферт. Ово откриће је омогућило велико повећање капацитета тврдих меморија током 1990-их. Данас се функција свих читача магнетних дискова у пракси заснива на ГМР ефекту. Приходи од овог патента иду у корист његове матичне институције, Истраживачког центра у Јилиху.

## Нобелова награда
Дана 9. октобра 2007. комитет за доделу Нобелове награде објавио је да се Петеру Гринбергу и Алберу Феру додељује Нобелова награда за физику за независно откриће GMR ефекта. Награда му је уручена 10. децембра 2007. године у Стокхолму.